# Uadi ar-Rummah
El uadi ar-Rummah (àrab: وادي الرمة) és el principal sistema hidràulic del nord de l'Aràbia, amb una conca de més de 1.000 km, començant a Harrat Khaybar, al Hijaz, al nord-est de Medina, travessant Al-Qàssim cap al sud de l'Iraq. A la vall, la més gran del Najd, hi desaigüen diversos uadis. Agafa diferents noms regionals. Fou explorat per C. M. Doughty al segle xix, seguit d'altres exploradors, principalment Huber.